# Actionloop
Actionloop és un videojoc de trencaclosques per a Nintendo DS desenvolupat per Mitchell i publicat per Nintendo. Està basat en el joc arcade de 1998 de l'empresa. Forma part de la sèrie Touch! Generations.
El 2008 es va llançar una versió WiiWare, Actionloop Twist.

## Jugabilitat
Al joc, una sèrie de boles roden per un camí retorçat cap a la meta i el jugador ha d'aturar-les llançant noves boles a les que arriben. La pantalla tàctil de la DS s'utilitza per moure les boles des del punt de llançament fins a la destinació. Les boles desapareixen quan tres o més boles del mateix tipus coincideixen. Les del mateix color s'atreuen magnèticament les unes a les altres en qualsevol longitud d'espai, la qual cosa permet cadenes de desaparicions.
El joc s'acaba si alguna bola arriba prop del centre de cada nivell, però utilitzant les propietats magnètiques de les boles es pot permetre allunyar les boles d'aquest punt. Algunes bonificacions enganxades a les boles poden, per exemple, alentir temporalment la velocitat d'avançament de les boles o fer que totes les boles d'un color desapareguin.
A més del mode principal, hi ha un mode de missions, on la pantalla s'ha de buidar sota determinades condicions, i un mode desafiament, on s'ha d'eliminar una disposició preestablerta de boles al voltant del tauler utilitzant només les poques boles posades a disposició dels jugadors.

## Recepció
Ambdues versions van rebre ressenyes "mitjanes" segons el lloc web d'agregació de ressenyes Metacritic. Nintendo Life va dir que, tot i que la versió per a DS no impressiona amb les imatges i l'àudio, és una excel·lent incorporació a la col·lecció de Nintendo DS de qualsevol jugador, tant si juguen de manera casual com hardcore. The Washington Post va criticar el preu de 35 dòlars i va dir que era massa per a un joc que no afegeix res de nou. Al Japó, Famitsu va donar al joc una puntuació de 31 sobre 40.